# 71-628
71-628 (согласно Единой нумерации) — пассажирский моторный четырёхосный четырёхдверный односторонний трамвайный вагон с полностью низким уровнем пола. Производитель — Усть-Катавский вагоностроительный завод.

## История создания

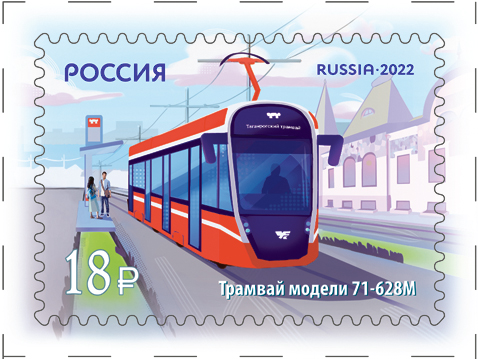
Почтовая марка, 2022 год

В сентябре 2013 года УКВЗ был близок к выпуску новой модели трамвая 71-625, полностью низкопольного по всей длине вагона. Однако права на инновационную тележку принадлежали торговому дому УКВЗ, с которым сам завод разорвал отношения. В результате эта разработка была продолжена ПК Транспортные системы; новый вагон, запущенный в производство в 2014 году этой компанией, получил наименование 71-911.
УКВЗ, в свою очередь, отстал в разработке полностью низкопольного вагона. Лишь в сентябре 2020 года завод опубликовал рендеры нового низкопольного вагона 71-628.
В мае 2021 года было подписано концессионное соглашение с холдингом «Синара» о реконструкции трамвайного движения в Таганроге. Для обновлённой сети в 2021—2022 годах УКВЗ поставил 41 вагон 71-628.
Другую модификацию, получившую обозначение 71-628М, «Синара» в 2021 году планировала поставить для Москвы в количестве 90 вагонов. Однако в ноябре по инициативе московской стороны контракт был расторгнут по причине срыва поставок. В результате 10 вагонов, производство которых начал УКВЗ (в том числе один, успевший побывать на испытаниях в Москве), также оказались в Таганроге.
Третий вариант этой модели трамвая, имевший в заводской документации обозначение 71-628-01, был разработан для поставок в Челябинск. Первые вагоны из партии в 30 штук поступили в город летом 2022 года, к концу года поставка была завершена. На 2023 год запланирована поставка ещё 74 вагонов.
Начиная с 2024 года, трамвайные вагоны моделей 71-623 (модификации 71-623-04 для Челябинска и Хабаровска) и 71-628-01 имеют унифицированные передние и задние маски, а также видоизменённый крышевой фальшборт, закрывающий блок системы кондиционирования и блоки крышевого электрооборудования.

## Модификации
| Модификация         | Фото | Годы выпуска     | Количество построенных экземпляров | Эксплуатация                              | Особенности |
| ------------------- | ---- | ---------------- | ---------------------------------- | ----------------------------------------- | --- |
| 71-628              |      | 2021, 2022       | 40                                 | Таганрог                                  | Электрооборудование ООО «ЧЕРГОС»                                                                                                |
| 71-628М, 71-628М-02 |      | 2021, 2022, 2024 | 11                                 | Таганрог, Москва (испытания), Красноярск  | Электрооборудование ООО «ЧЕРГОС», рестайлинговая маска по заказу г. Москвы. 71-628М-02 — электрооборудование ООО НПФ «АРС ТЕРМ» |
| 71-628-01           |      | 2022, 2023, 2024 | 157                                | Челябинск, Магнитогорск, Томск, Краснодар | Индивидуальная унифицированная (передняя, задняя) маска. Электрообрудование АО «АСК»                                            |
| 71-628-02           |      | 2023, 2024       | 106                                | Липецк, Санкт-Петербург, Ярославль        | Индивидуальная унифицированная (передняя, задняя) маска. Электрооборудование ООО НПП «ЭПРО»                                     |

| Год  | 71-628                    | 71-628     | 71-628М     | 71-628М    | 71-628-01                                                                      | 71-628-01  | 71-628-02                                                   | 71-628-02  | Итого |
| Год  | Зав. номера               | Количество | Зав. номера | Количество | Зав. номера                                                                    | Количество | Зав. номера                                                 | Количество | Итого |
| ---- | ------------------------- | ---------- | ----------- | ---------- | ------------------------------------------------------------------------------ | ---------- | ----------------------------------------------------------- | ---------- | ----- |
| 2021 | 00001 (003), 001, 004—011 | 10         | 002         | 1          | -                                                                              | -          | -                                                           | -          | 11    |
| 2022 | 12-28, 30-36, 38-43       | 30         | 3-11        | 9          | 29, 37, 44-71                                                                  | 30         | -                                                           | -          | 69    |
| 2023 | -                         | -          | -           | -          | 72-119, 122, 123, 142, 144, 163, 166—168, 170, 171, 173, 174, 176—190, 192—196 | 80         | 120-121, 133, 143, 145—148, 153—161, 172, 206—208, 210, 219 | 40         | 120   |
| 2024 | -                         | -          | 12          | 1          | 175, 191, 197, 199, 220—270, 220—223, 230, 251—270                             | 47         | 202—205, 209, 211, 212, 215—218, 224—229, 231-250           | 46         | 94    |
| 2025 | -                         | -          | -           | -          | -                                                                              | -          | 296-315                                                     | 20         | 20    |